# Caroline Shaw
Caroline Adelaide Shaw (Greenville, 1 de agosto de 1982) es una violinista, cantante y compositora estadounidense. Consiguió el Premio Pulitzer de Música en 2013 por su pieza a cappela Partita para 8 Voces.

## Educación e infancia
Shaw nació en Carolina del Norte, y empezó a tocar el violín cuando tenía dos años. Su madre fue su primera profesora. Empezó a escribir música cuando tenía diez años, imitando principalmente la música de cámara de Mozart y Brahms. Al mismo tiempo, se interesó principalmente por aprender a tocar el violín. Shaw consiguió el Bachelor de Música (graduación en violín) por la Universidad Rice en 2004, y el grado de su maestría (violín) de la Universidad Yale en 2007. Empezó el programa Philosophiæ doctor en composición en la Universidad de Princeton en 2010.

## Carrera
Con 30 años, Shaw consiguió ser la persona más joven en obtener el Premio Pulitzer de Música, por su composición Partita para 8 Voces. La cita del jurado alabó la composición como "un trabajo altamente ingenioso, una composición a cappela con melodías y efectos vocales novedosos que incorporan discurso, murmullos, suspiros, al sonido contemporáneo." El trabajo comprende cuatro movimientos (música), formas de baile inspiradas en Música del barroco: Alemanda, Zarabanda, Courante y Pasacalle. Un trabajo publicado por New Amsterdam Records el 30 de octubre de 2012, actuado por el ensemble Roomful de Dientes. Según Steven Mackey, jefe del Departamento de Música en Princeton, fue el primer Pulitzer que se otorgó a un miembro del departamento. (Milton Babbitt estuvo nombrado para el Pulitzer en 1982 por el trabajo de su vida como compositor.)
Además composición, Shaw está reconocido como el músico que aparece en muchos guises. Actúa principalmente como violinista con la Música Contemporánea americana Ensemble (ACMÉ) y vocalista con Roomful of Teeth. Ella también trabajó con el Coro de Wall Street de la Iglesia de la Trinidad (Manhattan), Alarm Will Sound, Wordless Orquesta de Música, Ensemble Señal, AXIOMA, El Yehudim, Victoire, Ópera Cabal, la Marca Morris Grupo de Baile Ensemble, Hotel Elefant, el Oráculo Hysterical, Música Nueva Ligera Roja, Robert Mealy del Yale Barroco Ensemble.
Sus trabajos han sido representados por Roomful of Teeth, So Percussion, ACMÉ, el Brentano String Quartet, y el Coro de Juventud de Brooklyn. Shaw ha sido becada en el Yale Barroco Ensemble y un de la Universidad rice. Recibió la beca Thomas J. Watson en 2004/5.
Shaw fue música en residencia en Dumbarton Oaks durante el otoño de 2014, y compositora en residencia con Música en Principal en Vancouver, británico Columbia, Canadá durante 2016.
En octubre de 2015, Kanye West publicó un remix de Say You Will, el lanzamiento de su 2008 álbum, 808 & Heartbreak. El remix, coproducido por Caroline Shaw, presenta voces de Shaw similar a sus composiciones clásicas. Ella también características en "Wolves" y contribuyó en "Father Stretch My Hands Pt. 2", ambos del 7º álbum de estudio, The Life of Pablo. Shaw también contribuyó a una versión de "Solo" que apareció en internet en febrero de 2016.

## Composiciones
En 2016, la Orquesta Sinfónica de Baltimore encargó y estrenó The Baltimore Bomb de Shaw como parte de la celebración del bicentenario de la orquesta.
Compuso música para el largometraje de 2018 de Josephine Decker, Madeline de Madeline.
En 2018, la BBC con Coretet, el Philips Colección, el Royal Philharmonic Society y la Universidad de Delaware encargó Shaw para escribir dos trabajos, Segundo Ensayo, Eco y Tercer Ensayo: Ruby. Estos recibieron su premier, representado por el Calidore Cuarteto de Cuerda, en el Cadogan Sala, Londres el 16 de julio de 2018 en la Proms, donde siguió su Primer Ensayo, Nimrod. Según Shaw, Nimrod estuvo compuesto mientras escuchaba un registro de Marilynne Robinson el libro de 2016 EE.UU, el cual declaró para la "desintegración de elementos". Shaw declaró que el eco aludió al 'eco' función en el lenguaje de programación de PHP, así como a físico repite, mientras Ruby está nombrada para la Ruby lenguaje de programación así como para la pedrería.

### Voz
- Cantico delle Criatura (2007), para soprano, violín, y piano (con un arreglo para un adicional cello), premiered por Abigail Haynes Lennox, Trevor Gureckis, y Shaw en abril de 2007.
- Por y Por, para cuarteto de cuerda y voz, premiered por Abigail Lennox y el Hudson Cuarteto el 11 de marzo de 2010.
- Sonidos de la Casete de Océano Vol. 1, para narrador, jugador de casete, y dos instrumentos, premiered en septiembre de 2011.
- Mosca Fuera I, para SATB coro, premiered por el Internacional Naranja Chorale de San Francisco en junio de 2012.
- Partita Para 8 Voces, cuatro piezas para ocho cantantes, escritos 2009@–2011 para Roomful de Dientes, premiered globalmente el 4 de noviembre de 2013, ganador del 2013 Pulitzer Premio para Música.[17]

- Su Movimiento Mantiene, para coro triple y viola o cello, encargado por el Coro de Juventud de la Brooklyn, premiered, con Shaw en viola, en noviembre de 2013.
- Anni Constante, para coro, dos violines, cello, piano, guitarra, guitarra de graves, y percusión, encargado por el Coro de Juventud de la Brooklyn y BAM, premiered noviembre 2014.
- Y el trago, para SATB coro, encima texto de Salmo 84; premiered por el Netherlands Coro de Cuarto el 11 de noviembre de 2017.
- Dolce Cantavi, para tres voces (SSA), en un texto por Francesca Turina Bufalini, Contessa di Stupinigi (1544-1641), encargado y premiered por TENET (Jolle Greenleaf, Molly Quinn, y Virginia Warnken Kelsey que actúa).
- Puede no voi l'aube (2016), en un siglo XII anónimo francés trouvère texto; escrito para Anne Sofie von Nutria y Jinete de Brooklyn.[18]
- Anuncio manus (A las Manos) (2016), encargados por El Cruce para Siete Respuestas, una recopilación de siete piezas inspirada en Dieterich Buxtehude Membra Jesu Nostri cantatas.[19]
- Tan tranquilamente (2016), premiered el 9 de junio de 2016 por el Coro de Juventud de la Brooklyn.[20][21]
- No Me Deja Ser Solitario (2016), para voces y grupo de cuarto pequeño, encima texto por Claudia Rankine, encargado por el Ojai Festival de Música donde sea premiered el 11 de junio de 2016 por Shaw y Roomful de Dientes.[22][23]
- Tres Canciones, encargados por el Philharmonia Orquesta Barroca para Anne Sofie von Nutria:[24][25]
  - Rosa roja , roja (2016), en palabras por Robert Burns
  - El Borde (2017), en palabras por Jacob Polley
  - Y Así que (2018), en palabras por Shaw, Burns, Gertrude Stein, y Billy Joel

### Instrumento de solo
- En manus tuas, para cello o viola, premiered por Hannah Collins en 2009.
- Gustave Le Gris, para piano, premiered por Amy Yang el 24 de abril de 2012.
- El Hombre de Excursionismo, para shakuhachi, escrito con y para Riley Lee, premiered el 3 de abril de 2012.

### Ensemble
- Punctum (2009, revisado 2013), para cuarteto de cuerda, workshopped en 2009@–2010 con el Hudson Cuarteto y el Cuarteto de Franklin, premiered en abril de 2010. Revisado en 2013 para el Brentano Cuarteto.
- Entr'acte, para cuarteto de cuerda, premiered por el Brentano Cuarteto el 21 de marzo de 2011.
- Jacques Duran, para trío de cuerda, premiered por Lorna Tsai, Sage Cole, y Jonina Allan Mazzeo el 26 de agosto de 2011.
- La caliza & Sentía, para cello y viola, premiered por Hannah Collins y Hannah Shaw en enero de 2012.
- Taxidermia, para cuarteto de percusión (tarros de flor, vibraphones, y marimba), premiered por Sō Percusión el 2 de mayo de 2012.
- Valencia, para cuarteto de cuerda, premiered por Lorna Tsai, Shaw, Sage Cole, y Shay Rudolph en agosto de 2012.
- Boris Kerner, para cello y tarros de flor, premiered por Código de Morse Nuevo (Hannah Collins y Mike Compitello) encima 20 de noviembre de 2012.
- Elevación & de plan: Las Tierras de Dumbarton Robles, para cuarteto de cuerda, encargado por Dumbarton Robles, premiered por el Cuarteto de Dover el 1 de noviembre de 2015.
- Proyecto (2016), para cuarteto de cuerda, encargado por la Fundación de Trampa del Lobo para las Artes escénicas para el Aizuri Cuarteto.
- Primer Ensayo: Nimrod (2016), encargado por Coretet para el Calidore Cuarteto de Cuerda, premiered 6 de noviembre de 2016.
- Segundo Ensayo: Eco y Tercer Ensayo: Ruby, encargado por la BBC y Noroeste de Música del Cuarto, premiered en El Proms por el Calidore Cuarteto de Cuerda el 16 de julio de 2018.
- Realmente Oficio Cuándo Tú (2017), encargado por Estrépito en un Puede Todo Protagoniza.

### Orquesta
- Entr'acte, para orquesta de cuerda (2014) (un arreglo del 2011 trabajo para cuarteto de cuerda), encargado por Un Grito Lejano.
- La Bomba de Baltimore (2016), encargado por la Orquesta de Sinfonía de la Baltimore, premiered el 17 de septiembre de 2016.[13][14]
- Lo (2016), concierto para violín y orquesta, premiered 16 Marcha 2016 por Shaw y el Cincinnati Orquesta de Sinfonía, el cual co-encargó el trabajo con el Indianapolis Orquesta de Sinfonía, la Sinfonía de Carolina del Norte, y el Princeton Orquesta de Sinfonía.[26][27]
- Watermark (2018), concierto para piano y orquesta, encargados por la Sinfonía de Seattle y la Orquesta de Cuarto de Paul de Santo, premiered el 31 de enero de 2019 por pianist Jonathan Biss y la Sinfonía de Seattle.[28][29]
- Los Oyentes (2019), cantata/oratorio para orquesta, coro, dos solistas, y turntable; en textos por Walt Whitman, William Drummond de Hawthornden, Alfred, Señor Tennyson, Carl Sagan, Yesenia Montilla, y Lucille Clifton; premiered el 17 de octubre de 2019 por el Philharmonia Orquesta Barroca debajo director Nicholas McGegan.[30][31]

### Multimedia
- Ritornello, premier el 27 de enero de 2012.

### Película
- Madeline's Madeline (2018).[15]

## Familia
Los tatarabuelos de Shaw fueron los famosos hermanos siameses Chang y Eng Bunker.

## Otros medios
Shaw apareció como ella misma en la temporada 4 de la serie de Amazon Prime Mozart in the Jungle, en una trama en la que un personaje intentaba estrenar su pieza "Hi" en un concurso de directores. La pieza también fue interpretada en vivo en la fiesta de lanzamiento de la serie, con Shaw dirigiendo.

## Discografía

### Singles

#### Artista
| Título                                             | Año  | Posiciones máximas del gráfico | Álbum             |
| Título                                             | Año  | Billboard Hot 100              | Álbum             |
| -------------------------------------------------- | ---- | ------------------------------ | ----------------- |
| "Pt. 2" (Kanye West con Desiigner y Caroline Shaw) | 2016 | 54                             | The Life of Pablo |

### Apariciones como invitada
| Título                 | Año  | Otro(s) artista(s)                                   | Álbum                |
| ---------------------- | ---- | ---------------------------------------------------- | -------------------- |
| "Say You Will" (Remix) | 2015 | Kanye West                                           |                      |
| "FML"                  | 2016 | Kanye West, The Weeknd                               | The Life of Pablo    |
| "Wolves"               | 2016 | Kanye West, Vic Mensa, Sia                           | The Life of Pablo    |
| "No Mistakes"          | 2018 | Kanye West, Kid Cudi, Charlie Wilson                 | Ye                   |
| "Everything"           | 2018 | Nas, The-Dream, Kanye West, Tony Williams, 070 Shake | Nasir                |
| "Take Me to the Light" | 2019 | Francis and the Lights, Bon Iver, Kanye West         | Take Me to the Light |